# Randy (grup punk)
Randy és un grup suec de punk rock format el 1992 a Hortlax. La crítica musical sovint han comparat Randy amb altres grups de garage punk com The Hives o The (International) Noise Conspiracy.

## Trajectòria
Al començament, els seus membres es van inspirar en bandes de skate punk com NOFX i Propagandhi, però després de la publicació de The Rest Is Silence (1996) i la sortida del baixista Patrik Trydvall, van adoptar un so que recorda a Thin Lizzy, The Misfits i Ramones, talment una fusió de garage punk i pop punk. El seu següent àlbum, You Can't Keep a Good Band Down (1998), va rebre l'atenció de Maximum Rocknroll que el va elogiar com «el millor CD punk melòdic des del No Control de Bad Religion».
Randy va signar amb Burning Heart Records, una subsegell d'Epitaph Records, a principis dels anys 2000. El 2002, Randy va ser convidat a actuar al Club Debaser d'Estocolm per a homenatjar Joe Strummer de The Clash, juntament amb altres bandes.
El seu darrer àlbum, Randy the Band, va ser publicat el gener de 2006 per Burning Heart i Fat Wreck Chords. El juliol de 2020, la cançó «The Exorcist», inclosa a You Can't Keep a Good Band Down, va aparèixer al podcast insígnia de la BBC, Kermode & Mayo's Film Review.
Al llarg dels anys, Randy ha assolit certa consideració de culte entre la comunitat punk internacional i ha tingut un èxit particular al seu país natal. És un grup conegut per escriure cançons enganxoses amb missatges polítics, sovint abordant temes com la desigualtat social, el socialisme i les revolucions de la classe treballadora al llarg de la història europea.

## Discografia

### Àlbums d'estudi
- There's No Way We're Gonna Fit In (Dolores Records, 1994)
- The Rest Is Silence (Dolores Records, 1996)
- You Can't Keep a Good Band Down (Ampersand Records, 1998)
- The Human Atom Bombs (Burning Heart, 2001)
- Welfare Problems (Burning Heart, 2003)
- Randy the Band (Ny Våg/Burning Heart/Fat Wreck Chords, 2005)

### EP, senzills i recopilatoris
- "En Riktig Man?" (1992)
- No Carrots for the Rehabilitated EP (1993, Dolores Records)
- Ska EP (1994, Dolores Records)
- "Education for unemployment" (1995, Dolores Records)
- Refused Loves Randy EP (1995, Startrec, amb Refused)
- "At Any Cost" (1996, Dolores Records)
- Out of Nothing comes nothing 7" (1998, Ampersand Records)
- Return of the Read Menace (1999, G7 Welcoming Committee Records)
- "I Don't Need Love" (2001, Burning Heart)
- Cheater EP (2001, Busted Heads Records/G7 Welcoming Committee)
- "The Heebie Jeebies" (2001, Burning Heart)
- "Fat Club" (2001)
- Dropping Food on Their Heads Is Not Enough: Benefit for RAWA (2002, Geykido Comet Records)
- "X-Ray Eyes" (2003, Burning Heart)
- "Beware (If You Don't Want Your Babies To Grow Up To Be Punk Rockers)" (2004, Fat Wreck Chords, amb Fat Mike)
- Chemical X DVD (2008, Geykido Comet Records)